# Litonotaster intermedius
Litonotaster intermedius är en sjöstjärneart som först beskrevs av Perrier 1884.  Litonotaster intermedius ingår i släktet Litonotaster och familjen ledsjöstjärnor. Inga underarter finns listade i Catalogue of Life.